# Mike Wilson (Eishockeyspieler, 1975)
Michael R. „Mike“ Wilson (* 26. Februar 1975 in Brampton, Ontario) ist ein ehemaliger kanadischer Eishockeyspieler, der im Verlauf seiner aktiven Karriere zwischen 1992 und 2011 unter anderem 365 Spiele für die Buffalo Sabres, Florida Panthers, Pittsburgh Penguins und New York Rangers in der National Hockey League (NHL) auf der Position des Verteidigers bestritten hat.

## Karriere
Wilson verbrachte seine Juniorenzeit bis 1992 zunächst in der Central Ontario Junior Hockey League (COJHL), ehe er in die höherklassige Ontario Hockey League (OHL) wechselte. Dort war der Verteidiger zwischen 1992 und 1995 für die Sudbury Wolves aktiv. Während dieser Zeit schaffte er es in seiner Rookiesaison sowohl ins All-Rookie Team der OHL als auch der gesamten Canadian Hockey League (CHL) berufen zu werden. Zudem wurde Wilson im NHL Entry Draft 1993 bereits in der ersten Runde an 20. Stelle von den Vancouver Canucks aus der National Hockey League (NHL) ausgewählt. Bevor der Abwehrspieler jedoch in den Profibereich wechselte, wurden seine Transferrechte im Juli 1995 gemeinsam mit Michael Peca und einem Erstrunden-Wahlrecht im bevorstehenden NHL Entry Draft 1995 zu den Buffalo Sabres transferiert, während Vancouver den Russen Alexander Mogilny und ein Fünftrunden-Wahlrecht im selben Draft als Gegenleistung erhielt.
Zur Saison 1995/96 gelang Wilson auf Anhieb der Sprung in den NHL-Kader Buffalos, dem er die folgenden fast vier Spielzeiten vorbehaltlos angehörte. Erst im März 1999 wurde der Abwehrspieler im Tausch für Rhett Warrener und ein Fünftrunden-Wahlrecht im NHL Entry Draft 1999 zu den Florida Panthers transferiert. Nachdem er dort in der Millenniumssaison 1999/2000 sein bestes NHL-Spieljahr mit 20 Scorerpunkten absolviert hatte, verpasste er große Teile der folgenden Spielzeit aufgrund einer Schulterverletzung. Im Juli 2001 unterzeichnete der Kanadier als Free Agent einen Vertrag in der Organisation der Pittsburgh Penguins. Allerdings bestritt Wilson dort über einen Zeitraum von zwei Spielzeiten lediglich 21 Spiele für die Pens. Den Großteil der Zeit verbrachte er im Farmteam Wilkes-Barre/Scranton Penguins in der American Hockey League (AHL), wo er in den Vorjahren bereits sporadisch für die Rochester Americans und Louisville Panthers aufgelaufen war. Zum Ende seiner Vertragszeit war Wilson im Februar 2003 Teil eines der größten NHL-Transfergeschäfte der 2000er-Jahre, als er gemeinsam mit Alexei Kowaljow, Janne Laukkanen und Dan LaCouture zu den New York Rangers transferiert wurde. Den acht Spieler umfassenden Deal vervollständigten Joël Bouchard, Richard Lintner, Rico Fata und Mikael Samuelsson, die allesamt nach Pittsburgh wechselten. Im Franchise der New York Rangers bestritt Wilson allerdings bis zum Saisonende nur sechs Partien, davon alleine fünf Spiele für das AHL-Farmteam Hartford Wolf Pack.
Nachdem Wilsons Vertrag nicht verlängert worden war, unterschrieb der Defensivspieler im September 2003 – abermals als Free Agent – einen Vertrag bei den Phoenix Coyotes. Jedoch verbrachte er die gesamte Spielzeit 2003/04 bei deren Kooperationspartner Springfield Falcons in der AHL und erhielt ebenso keinen Anschlussvertrag wie zuvor bei den New York Rangers. Da die gesamte NHL-Saison 2004/05 einem Lockout zum Opfer fiel, entschied sich Wilson an Neujahr 2005 einen Vertrag bei den Storhamar Dragons aus der norwegischen UPC-ligaen zu unterzeichnen. Für seinen neuen Arbeitgeber absolvierte der 30-Jährige 23 Partien. Im Anschluss verbrachte er die Saison 2005/06 bei insgesamt drei verschiedenen Klubs – dem österreichischen EBEL-Teilnehmer Black Wings Linz, dem Schweizer Nationalligisten EHC Basel und dem finnischen Traditionsverein Tampereen Ilves aus der SM-liiga. Nach der unsteten Saison in Europa zog sich Wilson aus dem Eishockeysport zurück. Zwischen 2009 und 2011 absolvierte er lediglich sporadisch einige Partien für die Trenton Devils und Toledo Walleye in der ECHL.

## Erfolge und Auszeichnungen
- 1993 OHL All-Rookie Team
- 1993 CHL All-Rookie Team

## Karrierestatistik
(Legende zur Spielerstatistik: Sp oder GP = absolvierte Spiele; T oder G = erzielte Tore; V oder A = erzielte Assists; Pkt oder Pts = erzielte Scorerpunkte; SM oder PIM = erhaltene Strafminuten; +/− = Plus/Minus-Bilanz; PP = erzielte Überzahltore; SH = erzielte Unterzahltore; GW = erzielte Siegtore; 1 Play-downs/Relegation; Kursiv: Statistik nicht vollständig)